# Jaime Lamo de Espinosa
Pour les articles homonymes, voir Espinosa.
Jaime Lamo de Espinosa y Michels de Champourcin, 13e marquis de Mirasol, baron de Frignani et Frignestani, né le 4 avril 1941 à Madrid, est un homme politique, économiste, ingénieur et professeur d'université espagnol.

## Vie personnelle
Fils d'Emilio Lamo de Espinosa y Enríquez de Navarra, 12e marquis de Mirasol, Jaime Lamo de Espinosa a étudié l'agronomie et les sciences économiques à l'Université de Madrid.
Il a par la suite obtenu une chaire en économie et en agronomie à l'université polytechnique de Madrid et est également devenu professeur à l'École technique supérieure des ingénieurs agronomes de la capitale espagnole.

## Vie politique

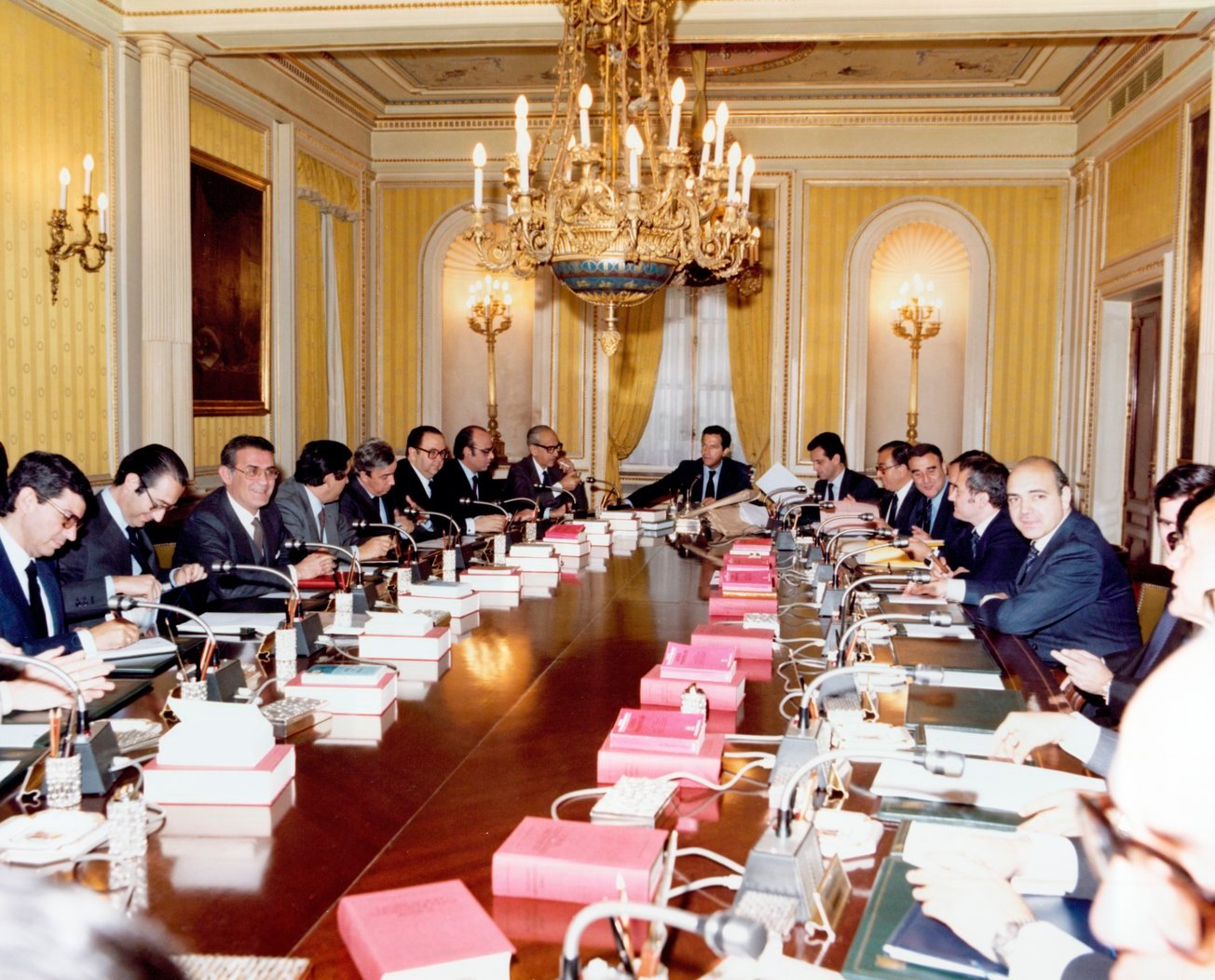
Conseil des ministres présidé par Adolfo Suárez en mai 1980.

En 1973, Jaime Lamo de Espinosa est nommé directeur de cabinet technique du ministre de l'Agriculture, passant l'année suivante au poste de directeur général des industries alimentaires, puis à celui de sous-secrétaire du ministère deux ans plus tard, en 1976.
Membre de l'Union démocratique du centre (UCD), il devient ministre de l'Agriculture lors du remaniement ministériel du 28 février 1978 dans le deuxième gouvernement d'Adolfo Suárez. Il est élu député pour Castellón lors des législatives du 1er mars 1979 et reconduit à son poste le 6 avril dans le troisième cabinet Suárez.
Lors de la formation du gouvernement de Leopoldo Calvo-Sotelo le 26 février 1981, Jaime Lamo de Espinosa conserve son portefeuille mais doit l'abandonner le 2 décembre suivant, lors de sa nomination comme ministre adjoint au Président. Le lendemain, il devient également le porte-parole du groupe UCD au Congrès des députés et le reste jusqu'au 31 août 1982. À peine un mois plus tôt, le 30 juillet, il avait quitté le gouvernement.
En tant que ministre de l'Agriculture, il préside, de 1979 à 1981, la conférence mondiale de l'Organisation des Nations unies pour l'alimentation et l'agriculture (FAO) et la conférence des ministres de l'Agriculture de l'Organisation pour la coopération et le développement économique (OCDE) en 1980.

## Distinctions
- Grand-croix de l'ordre d'Isabelle la Catholique